# Gakuto Notsuda
 Gakuto Notsuda  (en japonés: 野津田 岳人) (Hiroshima, 6 de junio de 1994) es un futbolista japonés. Juega de centrocampista y su equipo es el BG Pathum United F. C. de la Liga de Tailandia.

## Clubes
| Club                     | País      | Año       |
| ------------------------ | --------- | --------- |
| Sanfrecce Hiroshima      | Japón     | 2013-2024 |
| Albirex Niigata (cedido) | Japón     | 2016      |
| Shimizu S-Pulse (cedido) | Japón     | 2017      |
| Vegalta Sendai (cedido)  | Japón     | 2017-2018 |
| Ventforet Kofu (cedido)  | Japón     | 2021      |
| BG Pathum United F. C.   | Tailandia | 2024-     |

## Palmarés

### Títulos nacionales
| Título             | Club                | País  | Año  |
| ------------------ | ------------------- | ----- | ---- |
| J1 League          | Sanfrecce Hiroshima | Japón | 2012 |
| J1 League          | Sanfrecce Hiroshima | Japón | 2013 |
| Supercopa de Japón | Sanfrecce Hiroshima | Japón | 2014 |
| J1 League          | Sanfrecce Hiroshima | Japón | 2015 |
| Copa J. League     | Sanfrecce Hiroshima | Japón | 2022 |

### Títulos internacionales
| Título                                | Club (*)           | País  | Año  |
| ------------------------------------- | ------------------ | ----- | ---- |
| Campeonato de Fútbol de Asia Oriental | Selección de Japón | Japón | 2022 |

(*) Incluyendo la selección.